# Pseudicius reiskindi
Pseudicius reiskindi là một loài nhện trong họ Salticidae. Loài này được phát hiện ở Borneo.